# Marisa Berenson
Vittoria Marisa Schiaparelli Berenson (New York, 1947. február 15. –) amerikai színésznő és modell. A Vogue és a Time címlapján tűnt fel, és elnyerte a National Board of Review díjat a legjobb női mellékszereplőnek járó Natalia Landauer szerepéért az 1972-es Kabaré című filmben. A szereppel Golden Globe- és BAFTA-díjra is jelölték. További filmes szereplései közé tartozik a Halál Velencében (1971), Barry Lyndon (1975), S.O.B. (1981) és Szerelem vagyok (2009).
2001-ben debütált a Broadway-n a Design for Living felújításában.

## Korai évei

### Gyermekkora
Berenson New Yorkban született, két lánytestvér idősebbikeként. Apja, Robert Lawrence Berenson oroszországi és lengyelországi zsidó származású amerikai karrierdiplomata, hajózási vezető volt. Családja eredeti vezetékneve Valvrojenskij. Édesanyja Maria-Luisa Yvonne "Gogo" Radha de Wendt Schiaparelli volt, olasz, svájci és francia származású társasági ember.

### Családja
Berenson anyai nagyanyja, Elsa Schiaparelli divattervező volt, anyai nagyapja pedig Wilhelm de Wendt de Kerlor, teozófus és pszichikai médium. Húga, a Berry Berenson néven ismert Berinthia modell, színésznő és fotós volt,  aki. Anthony Perkins színész özvegyeként 2001. szeptember 11-én New Yorkban halt meg.
Egyúttal dédunokája Giovanni Schiaparelli olasz csillagásznak, aki elsőként írta le a Mars-csatornákat, és másodunokatestvére Bernard Berenson művészeti szakértőnek és testvérének, Senda Berenson sportoló-oktatónak, akit az első két nő egyikeként a Kosárlabda Hírességek Csarnokába választottak.

## Pályája
A Vogue szerkesztője, Diana Vreeland által tinédzserként felfedezett divatmodell Berenson az 1960-as években került előtérbe. Feltűnt a Vogue 1970. júliusi számának címlapján, valamint a Time címlapján 1975. december 15-én. Az 1960-as évek végén és az 1970-es évek elején számos divatbemutatón jelent meg a Vogue-ban. „A színpad királynőjeként” ismerték fiatalkorában éjszakai klubokban és más társasági helyszíneken való gyakori megjelenése miatt, Yves Saint-Laurent pedig „a hetvenes évek lányának” nevezte.
Berenson korai filmszerepei között volt Gustav von Aschenbach felesége Luchino Visconti 1971-es Halál Velencében című filmjében és Natalia Landauer, a zsidó áruház örökösnője a Kabaré című 1972-es filmben. Ez utóbbi szerep két Golden Globe-jelölést, egy BAFTA-jelölést és a National Board of Review díját eredményezte.
Ő alakította a tragikus szépséget, Lady Lyndont Stanley Kubrick Barry Lyndon (1975) című filmjében. Vincent Canby, a The New York Times munkatársa ezt írta róla: „Marisa Berenson pompásan illik a jelmezeihez és a parókájához.” Felidézte Kubrick rendezése alatt szerzett tapasztalatait:
„Nagyon kedveltem őt. Remek száraz humora volt. Azzal szemben, amilyennek általában gondolják, ez a reális kép róla. Maximalista volt, miként minden rendező, akikkel dolgoztam. Rendkívüli filmeket alkotott.”
Berenson további fellépései közé tartozik a Casanova & Co. (1977), a Killer Fish (1979), a Blake Edwards S.O.B. vígjáték (1981), Sigmund Freud titkos naplója (1984) és Clint Eastwood White Hunter Black Heart (1990) című filmje. valamint az Egyesült Államokban készült tévéfilmekben, mint például a Holokauszt témájú, Játék az időre című drámában (1980). Vendégszerepelt a Muppet Show-ban egyik epizódjában az 1978-as, harmadik évadban. A Broadway-en debütált a Design for Living 2001-es felújításában, amelyben Jennifer Ehle, Alan Cumming és Dominic West is szerepelt. 2009-ben feltűnt az I Am Love című filmben.
2016 augusztusában szerepelt a londoni Garrick Theatre Rómeó és Júlia című produkciójában, Capuletné szerepében.
Berenson a színházat támogató Kultúra Projekt igazgatótanácsának elnöke.

## Magánélete
A 2001. szeptember 11-ei terrortámadások során húga és egyetlen testvére, Berry Berenson, Anthony Perkins színész özvegye meghalt a World Trade Center első repülőtamadásában. Marisa is repülőgépen ült a terrortámadások alatt, Párizsból New Yorkba repült. A CBS-nek adott interjújában elmesélte az élményt, és azt, hogy órákkal később Új-Fundlandban landolt (a járatokat Kanadába irányították át), és a lányával folytatott telefonbeszélgetésből értesült húga haláláról. Berenson így nyilatkozott: „Van reményem és hatalmas hitem. Azt hiszem, az segít át az életen… a tragédiákon az, hogy van hitem.”

A Transzcendentális Meditáció gyakorlásáról a következőket mondta:
India megváltoztatta az életemet, mert kerestem a spirituális utamat, és egy ashramban kötöttem ki Risikesben Maharisivel és a Beatlesszel. Éjszaka a földön ültünk, George és Ringo gitároztak, egész nap meditáltunk, együtt étkeztünk, vegetáriánusok lettünk, és kunyhókban laktunk. De ez teljesen természetes volt. Nem úgy volt, hogy »Ó, itt vannak a Beatleszék«. A legfontosabb dolog a transzcendentális meditációm volt. 
Berenson egy villában él Marrákes külvárosában. Folyékonyan beszél az angolon kívül, olaszul, és franciául.

### Kapcsolatai
Berenson első férje James Randall szegecsgyáros volt; 1976-ban összeházasodtak Beverly Hillsben, és 1978-ban elváltak. 1977-ben született lányuk szociális munkás.
Második férje Aaron Richard Golub (született 1942-ben, Worcester, Massachusetts) ügyvéd volt, akihez 1982-ben ment férjhez, majd 1987-ben elváltak. A válási eljárás során a bíró úgy ítélte meg, hogy „Ms. Berenson színészi és modellkarrierjének megnövekedett értéke a házasság során házassági vagyonnak minősül”, ezért ezt minden anyagi egyezkedésben figyelembe kell venni.

## Filmográfiája

### Film
| Cím                                  | Év   | Szerep              | Megjegyzések |
| ------------------------------------ | ---- | ------------------- | --- |
| Halál Velencében                     | 1971 | Aschenbach neje     | |
| Kabaré                               | 1972 | Natalia Landauer    | NBR Award for Best Supporting Actress Nominated – Golden Globe for Best Supporting Actress - Motion Picture Nominated – Golden Globe for Most Promising Newcomer - Female Nominated – BAFTA Film Award for Best Supporting Actress |
| Un modo di essere donna              | 1973 | Sibilla Ferrandi    | |
| Barry Lyndon                         | 1975 | Lady Honoria Lyndon | |
| Some Like It Cool                    | 1977 | The Caliph's Wife   | |
| Killer Fish                          | 1979 | Ann                 | |
| S.O.B.                               | 1981 | Mavis               | |
| Led by the Nose                      | 1984 | Vera                | |
| The Syringe                          | 1984 | L'Arbalète'         | |
| The Secret Diary of Sigmund Freud    | 1984 | Emma Herrmann       | |
| Flagrant désir                       | 1986 | Jeanne Barnac       | |
| Via Montenapoleone                   | 1987 | Francesca           | |
| White Hunter Black Heart             | 1990 | Kay Gibson          | |
| Night of the Cyclone                 | 1990 | Françoise           | |
| Il giardino dei ciliegi              | 1992 | Charlotte           | |
| Venti dal Sud                        | 1994 | Anne de Bois        | |
| Le grand blanc de Lambaréné          | 1995 | Helene Schweitzer   | |
| Tonka                                | 1997 | Mme Pflaum          | |
| Elles                                | 1997 | Chloé               | |
| Riches, belles, etc.                 | 1998 | Alizéa              | |
| Retour à la vie                      | 1999 | Stéphanie           | |
| The Photographer                     | 2000 | Julie Morris        | |
| Primetime Murder                     | 2000 | Martha Werther      | |
| Lisa                                 | 2001 | Princess Maruschka  | |
| Lonesome                             | 2001 | Verena              | |
| People                               | 2004 | Daniella            | |
| Le plus beau jour de ma vie          | 2004 | Barbara             | |
| Color Me Kubrick                     | 2005 | Alex Witchell       | |
| 24 Bars                              | 2007 | La mère             | |
| Vote and Die: Liszt for President    | 2008 | Dr. Elizabeth Dyson | |
| I Am Love                            | 2009 | Allegra Rori Recchi | |
| Cinéman                              | 2009 | Lady Lyndon         | |
| The Disciple                         | 2010 | Maria               | |
| Weddings and Other Disasters         | 2010 | Lucrezia            | |
| Hitler in Hollywood                  | 2010 | Marisa Berenson     | |
| Gigola                               | 2011 | Solange             | |
| Ópium                                | 2013 | Marquise Casati     | |
| Százkarátos szerelem                 | 2013 | Clothilde           | |
| Branagh Theatre Live: Rómeó és Júlia | 2016 | Lady Capulet        | |
| Halston                              | 2019 | Herself             | |
| DogMan – A kutyák ura                | 2023 | Arisztokrata nő     | |
| My darling family                    | 2024 | The singer          | |

### Televízió
| Cím                                                              | Év         | Szerep                    | Megjegyzések                             |
| ---------------------------------------------------------------- | ---------- | ------------------------- | ---------------------------------------- |
| Coronet Blue                                                     | 1967       | Mary Barclay              | Epizód: "Faces"                          |
| Muppet Show                                                      | 1978       | saját maga                | Epizód: Marisa Berenson                  |
| Tourist                                                          | 1980       | Marian                    | TV-film                                  |
| Playing for Time                                                 | 1980       | Elzvieta                  | TV-film                                  |
| Bel ami                                                          | 1983       | Clotilde de Marelle       | Limited series                           |
| The Equalizer                                                    | 1985       | Andrea Browne             | Epizód: "Back Home"                      |
| Sins                                                             | 1986       | Luba Tcherina             | visszatérő szerepben (3 epizód)          |
| Who's The Boss?                                                  | 1986       | Genevieve Pescher         | Epizód: "Not with My Client You Don't"   |
| ABC Afterschool Specials                                         | 1986       | Liz Childs                | Epizód: "Getting Even: A Wimp's Revenge" |
| Lo scialo                                                        | 1987       | Nina                      | visszatérő szerepben (3 epizód)          |
| Hemingway                                                        | 1988       | Pauline Pfeiffer          | főszerep (4 epizód)                      |
| Spy Wars                                                         | 1989       | Isabella De Ambrosis      | főszerep (3 epizód)                      |
| Ocean                                                            | 1989       | Muneca Chavez             | főszerep (6 epizód)                      |
| Have A Nice Night                                                | 1990       | Barbara Jenkins           | TV-film                                  |
| Blaues Blut                                                      | 1990       | Ann Ryder                 | Epizód: "Schatten der Vergangenheit"     |
| Chillers                                                         | 1990       | Professzor Rebecca Vernay | Epizód: "The Thrill Seeker"              |
| L'enfant des loups                                               | 1991       | Radegonde                 | TV-film                                  |
| Hollywood Detective                                              | 1991       | Dorothy Parker            | Epizód: "Romanoff a Clef"                |
| Ti ho adottato per simpatia                                      | 1991       | ismeretlen                | TV-film                                  |
| Murder, She Wrote                                                | 1992       | Claudia Cameron           | Epizód: "Danse Diabolique"               |
| Notorious                                                        | 1992       | Katarina Sebastian        | TV-film                                  |
| Maigret                                                          | 1995       | Mme Crosby                | Epizód: "Maigret et la tête d'un homme"  |
| Het verdriet van België                                          | 1995       | Madame Laura              | visszatérő szerepben (2 epizód)          |
| Maintenant et pour toujours                                      | 1998       | Marianne                  | TV-film                                  |
| Ama il tuo nemico 2                                              | 2001       | ismeretlen                | TV-film                                  |
| Commissaire Valence                                              | 2004       | Mme Irène                 | Epizód: "Machination"                    |
| Julie, chevalier de Maupin                                       | 2004       | Madame de Maintenon       | TV-film                                  |
| Venus and Apollo                                                 | 2005       | Albina de Braise          | Epizód: "Soin défraîchi"                 |
| Le juge est une femme                                            | 2005       | Julie de Berg             | Epizód: "La petite marchande de fleurs"  |
| Mafiosa                                                          | 2006– 2007 | Caterina Paoli            | visszatérő szerepben (6 epizód)          |
| Lost Signs                                                       | 2007       | Irène de Lestrade         | visszatérő szerepben (12 epizód)         |
| Il peccato e la vergogna                                         | 2010       | Elena Fontamara           | visszatérő szerepben (2 epizód)          |
| Caldo criminale                                                  | 2010       | Lucrezia                  | TV-film                                  |
| Le sang de la vigne                                              | 2011       | Shirley                   | Epizód: "Le dernier coup de Jarnac"      |
| La collection: Ecrire pour... la trentaine vue par des écrivains | 2014       | Marianne                  | Epizód: "Rose Mystica"                   |
| Velvet Colección                                                 | 2018       | Sandra Petribello         | visszatérő szerepben (2 epizód)          |

## Fordítás
- Ez a szócikk részben vagy egészben  a   Marisa Berenson című angol Wikipédia-szócikk ezen változatának fordításán alapul.  Az eredeti cikk szerkesztőit annak laptörténete sorolja fel. Ez a jelzés csupán a megfogalmazás eredetét és a szerzői jogokat jelzi, nem szolgál a cikkben szereplő információk forrásmegjelöléseként.